# Lisa Rees
Lisa Rees (* 9. November 1872 in Rottenburg am Neckar als Lisa Stier; † 17. September 1976 in Lörrach) war eine deutsche Vorkämpferin der Frauenemanzipation.

## Leben
Als Tochter des Unternehmers Richard Stier und seiner Ehefrau Beate Stier wuchs Lisa Rees mit vier Geschwistern auf. Im Jahre 1895 heiratete sie den wohlhabenden Lehrer Carl Rees, mit dem sie zwei Jahre später nach Lörrach zog. Dort kauften sie die Mineralwasserfabrik in der Palmstraße.
Anfangs setzte sie sich lediglich privat für gerechtere Löhne für Familienväter ein. 1903 gründete sie den katholischen Mütterverein der Pfarrgemeinde St. Bonifatius in Lörrach, für den diese Thematik ebenfalls von Relevanz war. In diesem Verein war sie jahrelang Vorstandsmitglied. Während des Dritten Reiches blieb der Mütterverein im Stillen bestehen; seit 1968 gehörte der Verein zur Katholischen Frauengemeinschaft Deutschlands. 
Lisa Rees setzte sich ebenfalls für die Einrichtung von Kindergärten ein. Dabei standen für sie stets die Rolle der Frau und die Möglichkeit ihrer Erwerbstätigkeit im Vordergrund, was sie in ihren Publikationen festhielt. Während des Ersten Weltkriegs sorgte sie für die Versorgung verwundeter Soldaten, später in der Inflationszeit verteilte sie kostenlos Essen für die in Armut lebende Bevölkerung.
Zeitweise war Lisa Rees die älteste Einwohnerin des Landkreises Lörrach. Sie starb mit 104 Jahren.

## Auszeichnungen
- 1916: Badische Verdienstmedaille, welche vom Großherzog verliehen wurde
- 1958: Bundesverdienstkreuz
- Benennung einer Straße in Lörrach-Stetten

## Rezeption
Seit 2018 verleiht die Stadt Lörrach alle zwei Jahre die Lisa Rees-Medaille an Personen, Organisationen oder Initiativen, die durch herausragendes ehrenamtliches Engagement überzeugen oder Beispiel gebende Projekte von Bürgerinnen und Bürgern, die in Lörrach wohnen und wirken oder Organisationen und Initiativen, die in Lörrach und für die Stadtgesellschaft wirken.